# Prix Florence-Bird
 (août 2020).
Si vous disposez d'ouvrages ou d'articles de référence ou si vous connaissez des sites web de qualité traitant du thème abordé ici, merci de compléter l'article en donnant les références utiles à sa vérifiabilité et en les liant à la section « Notes et références ».
Le Prix Florence-Bird est décerné chaque année par le Centre international des droits de la personne et du développement démocratique à Montréal à une journaliste canadienne qui s'est efforcée durant toute sa carrière de promouvoir les droits des femmes. 
L'Honorable Florence Bird présida la Commission royale d'enquête sur la situation de la femme au Canada et elle fit également partie de délégations canadiennes aux Nations unies. Chaque année, le Centre remettra 25 000$ à une personne du milieu des médias qui a réussi à sensibiliser le public sur les droits fondamentaux des femmes. La lauréate se voit remettre 10 000$ pour couronner son travail exemplaire, et peut choisir un groupe de femmes qui recevra une subvention de 15 000$.
La première remise du prix a eu lieu à Ottawa le 8 mars 1996 sous l'égide de Condition féminine Canada. 

## Lauréats
- 1997 - Lise Payette et Michele Landsberg (en)